# Закриниччя (Логойський район)
Закриниччя (біл. вёска Закриниччя) — село в складі Логойського району Мінської області, Білорусь. Село підпорядковане Білоруцькій сільській раді, розташоване в північній частині області.